# كورني تومسون
كورني تومسون (بالإنجليزية: Corny Thompson)‏ مواليد 5 فبراير 1960 في ميدلتاون، هو مدرب كرة سلة أمريكي ولاعب معتزل. بدأ مسيرته الاحترافية في سنة 1982. تم اختياره من قبل فريق دالاس مافيريكس خلال الدرافت. حمل الرقم 25. يبلغ طوله 6 قدم 8 بوصة (2.0 م). اعتزل اللعب في 1996.

## المسيرة الاحترافية
لعب مع دالاس مافيريكس في موسم 1982–1983، ثم لعب مع بالاكانسترو فاريزي في الدوري الإيطالي من سنة 1984 إلى 1990، ثم لعب مع جوفينتوت بادالونا في الدوري الإسباني من سنة 1990 إلى 1994، ثم لعب مع نادي ليون لكرة السلة من سنة 1994 إلى 1996.

## روابط خارجية
- كورني تومسون على موقع إن بي أي (الإنجليزية)
- كورني تومسون على موقع سبورتس رفرنس (الإنجليزية)
- كورني تومسون على موقع الدوري الإسباني لكرة السلة (الإسبانية)
- كورني تومسون على موقع كلية كرة السلة في سبورتس رفرنس.كوم (الإنجليزية)
- كورني تومسون على موقع ريلجم (الإنجليزية)
- كورني تومسون على موقع بروبوليرز (الإنجليزية)
- كورني تومسون على موقع سبورتس رفرنس (الإنجليزية)